# 이다빈
이다빈(李多嬪, 1996년 12월 7일~)은 대한민국의 태권도 선수이다. 2020년 하계 올림픽에 참가하여 태권도 여자 +67 kg급(미들급) 은메달을, 2024년 하계 올림픽에 참가하여 태권도 여자 +67 kg급 동메달을 기록하였다. 2019년 세계 태권도 선수권 대회에서 미들급 우승을 차지했다. 또한 2014년과 2018년 아시안 게임에서 금메달을 획득했다.